# 青柳祐美子
青柳 祐美子（あおやぎ ゆみこ、1970年 - ）は、日本で活動する脚本家。神奈川県横浜市生まれ。サーブプロモーション所属。

## 来歴
上智大学比較文化学部卒業。在学中、国際会議通訳、映画の字幕翻訳の製作に携わる。
1995年に脚本家としてデビュー。1996年10月期月間ギャラクシー賞を受賞したTBSスペシャルドラマ「最後の家族旅行」で脚本を担当。以降1996年からTBSで4作品の連続ドラマ脚本を立て続けに執筆した。
2003年、NHK朝の連続テレビ小説『こころ』の脚本を史上最年少で担当した。
2005年以後渡米。
2007年にYouTube上世界最高ヒット数を誇った米国発ネットドラマ『lonelygirl15』のショーランナーに就任。
2008年、『lonelygirl15』の続編として、TBSと日本限定のネットドラマ『Scary City』を制作した。
2012年、東日本大震災被災直後の石巻日日新聞の記者たちの姿を描いたドキュメンタリードラマ『3.11 その日、石巻で何が起きたのか〜6枚の壁新聞』で約8年ぶりに地上波テレビドラマの脚本を担当（民放の地上波テレビドラマでは約10年ぶりとなる）。

## テレビドラマ
- 正義は勝つ（第4回のみ、1995年、フジテレビ）
- 木曜の怪談 怪奇倶楽部（3本分、1995年、フジテレビ）
- HEN vol.2 ちずるちゃん・あゆみちゃん（1996年、テレビ朝日）
- ドラマスペシャル『最後の家族旅行 Family Affair』（1996年、TBS）
- ひとり暮らし（1996年、TBS）
- 理想の結婚 Wedding Story（1997年、TBS）
- いちばん大切なひと　precious together（1997年、TBS）
- Sweet Season（1998年、TBS）
- 東芝日曜劇場『ヤマダ一家の辛抱』（1999年、TBS）
- 恋の神様（2000年、TBS）
- 水曜ドラマの花束『ただいま』（2000年、NHK）
- 蒲生邸事件（1998年・2000年、NHK）
- 億万長者と結婚する方法（2000年、NTV）
- プリティガール Pretty Girls（2002年、TBS）
- 月曜ドラマシリーズ『生存 愛する娘のために』（第1・2回、2002年、NHK）
- 連続テレビ小説『こころ』（2003年、NHK）
- 連続ドラマ『結婚のカタチ』（2004年、NHK）
- オムニバスドラマ『東京少女』2009年3月期「東京少女ユ・ソルア」（第1回のみ、2009年、BS-i）
- 3.11 その日、石巻で何が起きたのか〜6枚の壁新聞（2012年、日本テレビ）
- 心療中-in the Room-（2013年、日本テレビ）
- オーファン・ブラック〜七つの遺伝子〜（2017年、東海テレビ）
- DCU （2022年、TBS）

## ネットドラマ
- マンハッタンダイアリーズ（2006年フジテレビ×Gyao）
- 恋する星座（2009年、TBS）
- Lonely Girl15
- The Scary City
- Pumped up kicks

## 映画
- 友子の場合
- もういちど逢いたくて星月童話/Moonlight Express
- 津軽百年食堂
- See Dick Run(producer）
- Captivity（writer, uncredited）
- Final Destination4(writer, uncredited)

## 著書
- 彼女たちのドラマ〜シナリオライターになって（キネ旬ムック）
- バオバブの記憶（雑誌『CREA』連載のエッセイ集）
- ベル・ジャー（訳）
- 偉大なワンドゥードル最後の一匹（訳）
- マンディ（訳）